# HD 199443
HD 199443，又名BD-16 5741，SAO 164013、HR 8018，是一颗恒星，视星等为5.87，位于銀經31.78，銀緯-35，其B1900.0坐标为赤經20h 52m 4.8s，赤緯-16° -35′ 59″。